# Lone Fleming
Lone Fleming (eigentlich Lone Faerch; * 5. Juli 1945 in Aarhus) ist eine dänische Schauspielerin, die größtenteils in Spanien aktiv ist.
Fleming, die eine in ihrem Heimatland lebende Zwillingsschwester hat, begann ihre Filmkarriere Anfang der 1970er Jahre in spanischen Genrefilmen, vor allem Horrorstreifen, erotischen Dramen und einigen Western. Ihr bekanntester Film ist wohl der 1971 entstandene Die Nacht der reitenden Leichen. Nach ihrer Heirat mit dem Filmregisseur Eugenio Martín (1925–2023) zog sie sich 1978 vom Filmgeschäft zurück. Nach einem kurzen Intermezzo von vier Filmen 1983/1984 nahm sie erst mit fast siebzig Jahren ihre Karriere mit einer Fülle von Auftritten in abendfüllenden und Kurzfilmen wieder auf. Dabei spielte sie in kommerziellen Produktionen ebenso wie in Amateurfilmen. 2019 drehte sie mit 74 Jahren ihr Regiedebüt, den Kurzfilm La virgen descalza.

## Filmografie (Auswahl)
- 1970: Pepe, komm nach Deutschland (¡Vente a Alemania, Pepe!)
- 1970: Pierna creciente, falda menguante
- 1971: Matalo (…y seguian robandose el millon de dolares)
- 1971: Die Nacht der reitenden Leichen (La noche del terror ciego)
- 1972: Viva Pancho Villa (El desafío de Pancho Villa)
- 1973: Die Rückkehr der reitenden Leichen (El ataque de los muertos sin ojos)
- 1973: Saat der Angst (Una vela para el diablo)
- 1974: Abenteuer im Land des Maharadschas (Le soleil se lève à lèst) (Fernseh-Miniserie)
- 1975: Blutige Magie (Malocchio)
- 1975: Der Exorzist und die Kindhexe (La endemoniada)
- 1975: Das Tal der tanzenden Witwen
- 1976: Das Mädchen mit der Korallenhaut (La ragazza dalla pelle del corallo)
- 1977: Reise zum Mittelpunkt der Erde (Viaje al centro della tierra)
- 1978: La ciudad maldita
- 1984: Dirty War – Schmutziger Krieg (Guerra sucia)
- 2014: La mujer que hablaba con los muertos
- 2015: Vampyres – Lust auf Blut (Vampyres)
- 2019: La virgen descalza (Kurzfilm; Regie und Drehbuch)